# Ілона Зріні
Іло́на Зрі́ні (хорв. Jelena Zrinski, угор. Zrínyi Ilona; 1643, Озаль — 18 лютого 1703, Нікомедія) — фактична керівниця угорського визвольного руху в 1685—1703 роках, мати Ференца II Ракоці і вірна дружина Імре Текелі. Була одним з лідерів у боротьбі за національне визволення Хорватії та Угорщини в 17 столітті від абсолютистського правління членів правлячої австрійської династії Габсбургів. Також її визнали найкрасивішою жінкою того часу.

## Біографія

### Дитинство та юні роки
Народилася в 1643 році в сім'ї бана Хорватії Петра Зріні і Катарини Франгепан, нащадків старовинних аристократичних родин.
Життя Ілони Зріні збіглося зі складним політичним періодом, коли Угорщина була поділена між австрійськими Габсбургами, турецьким султаном і трансільванськими князями. Батько разом з іншими аристократами брав участь в антигабсбурзькій змові. Ілона Зріні отримала прекрасну освіту. Вона знала угорську, хорватську, німецьку, словацьку, сербську, польську, французьку мови, вивчила латину і давньогрецьку, мала пізнання в області риторики, юриспруденції, математики, літератури, писала вірші і сонети. Згодом обставини змусили Ілону вивчити фортифікацію та військову справу.

### Одруження
Ілона Зріні одружилась із трансільванським князем Ференцом І Ракоці в 1666 році. У шлюбі у Ілони народилося троє дітей — Дьєрдь, Ференц (майбутній вождь Визвольної війни угорського народу 1703—1711) і Юліана. Чоловік Ференц І Ракоці разом з її батьком Петром Зріні з 1666 року беруть участь у антигабсбурзькому палацовому перевороті. Переворот не вдався: у 1671 році він був розкритий, Його учасники арештовані і обезголовленні. Стратили і батька Ілони Петра Зріні, а чоловіка Ференца його мати Софія викуповує за 30 тисяч флоринів, практично перебравши владу в свої руки. Ференц відходить від політичного життя і незабаром вмирає. Тим часом, вмирає і старший син Дьєрдь.
Удруге Ілона Зріні вийшла заміж за угорського графа Імре Текелі, політичного лідера, керівника антигабсбурзького руху куруців, який був молодший за неї на 14 років. Пишне весілля відбулося 15 червня 1682 року в Мукачівському замку. Як свідчать документи, за 8 днів гості з'їли 10 вгодованих биків, 36 телят, 20 свиней, 80 овець, 4 оленів, 10 козуль, 6 диких кабанів, 2 лані, 50 фазанів, 70 індиків, 250 перепелів, 160 куріпок, 120 качок, 150 селезнів, 8 центнерів риби, 50 центнерів меду і цукру. Випили: 130 бочок червоного і 150 бочок білого вина, 40 бочок пива і 25 малих бочок польської горілки.
Відразу після одруження Текелі продовжував боротьбу проти австрійців. Але після невдалого штурму Відня у 1685 році, в якому разом з турецькою армією брала участь і армія Текелі, австрійці переходять у наступ і виганяють турків з Угорщини. Сам Імре Текелі потрапив у немилість султана і був заарештований.

### Оборона Мукачівського замку

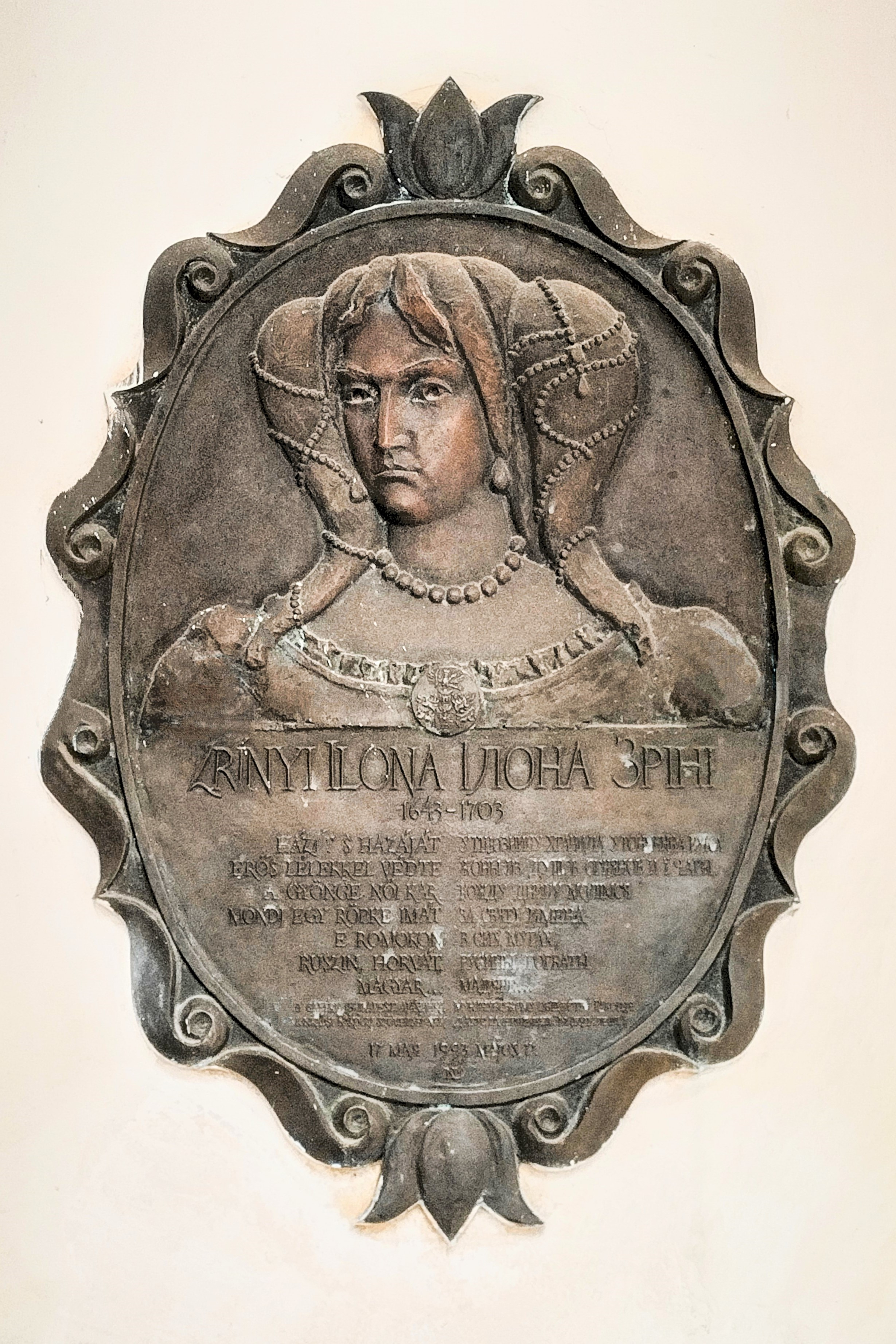
Меморіальна таблиця Ілоні Зріні у замку Паланок

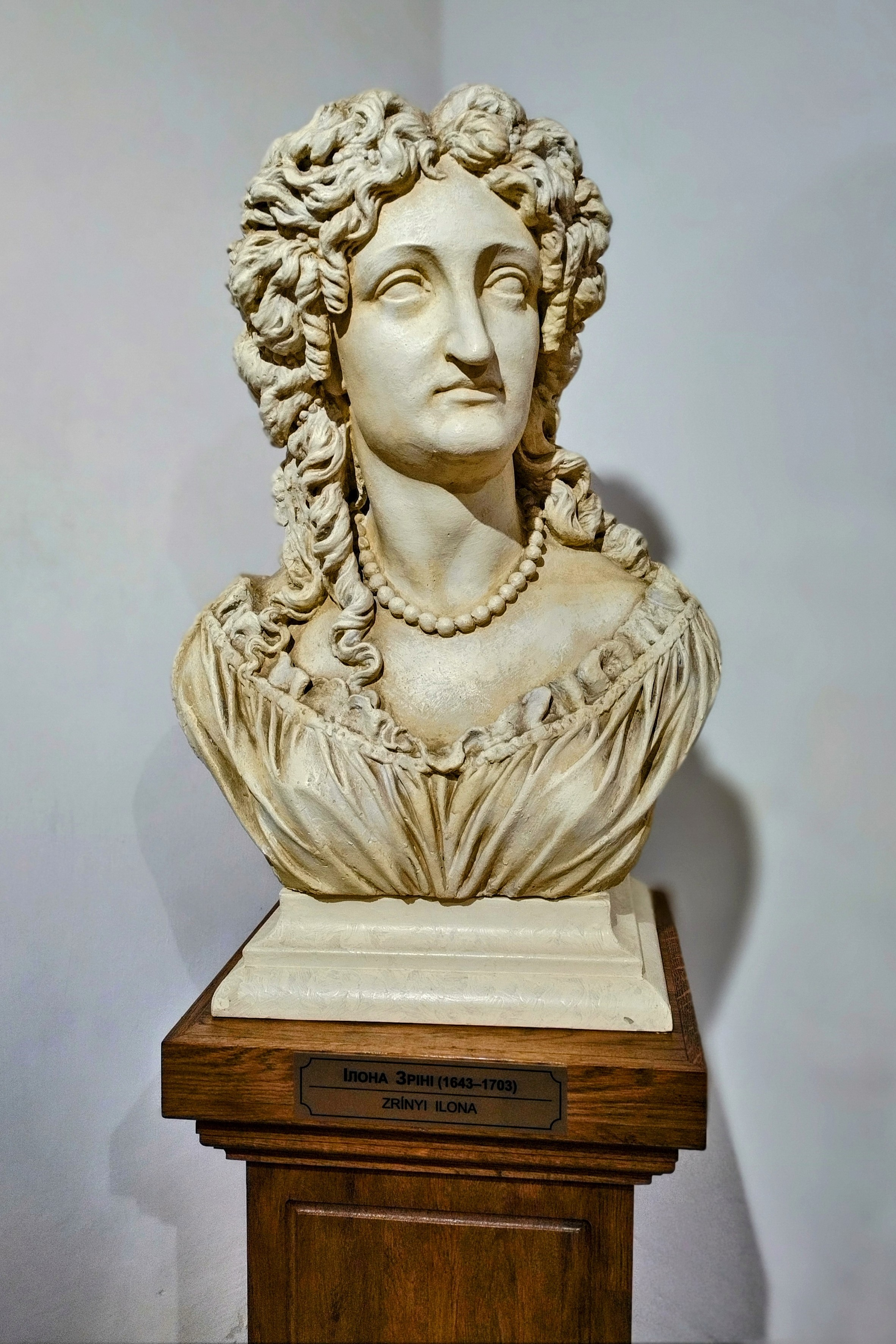
Погруддя Ілоні Зріні у замку Паланок

У листопаді 1685 року австрійський генерал Зігберт Гайстер захопив Ужгородський замок і підійшов до Мукачівського. Володарка замку княгиня Ілона Зріні вирішила захищатися. Вона сама на чолі гарнізону з двох з половиною тисяч добре озброєних вояків керувала обороною замку. Власне облога почалася 10 березня 1686 року, коли до замку прибув генерал Енеас Капрара. Протягом семи місяців облога мала активний характер, але гарнізон замку мужньо відбивав усі атаки противника. Наприкінці 1686 року австрійці відступили, не здолавши навіть першої лінії оборони — водяного рову навколо замкової гори.
Княгиня піднімала бойовий дух вояків, часто з'являючись на бастіонах разом з десятилітнім сином Ференцом. Ілона Зріні керувала передислокацією артилерії з одного бастіону на інший, точно визначаючи найбільш важливу ділянку оборони, розподіляла між солдатами і захисниками зброю і боєприпаси, підносила їх на бастіон, разом з комендантом замку Андрієм Радичем та іншими офіцерами брала участь у плануванні та організації оборони і вилазок розвідників, перев'язувала поранених у лазареті, вела заспокійливі розмови з жінками і дітьми, брала участь у приготуванні їжі для солдатів і сама її роздавала, була натхненником бойових оборонних дій, ночами контролювала пости і дозори, вивчала військову справу та балістику.
Звістка про героїчну оборону Мукачівського замку вразила всю Європу. Як міжнародну сенсацію сприймали європейські держави непокору княгині Ілони Зріні австрійцям, тоді як уже вся Угорщина скорилась Габсбургам. Султан Османської імперії Мехмед IV нагородив княгиню грамотою-атнаме, що є єдиним випадком в історії Туреччини, щодо жінки.
У 1687 році австрійський генерал Антоніо Караффа почав нову (уже третю) облогу Мукачівського замку, яка тривала майже цілий рік. Удвічі збільшеними силами австрійські війська атакували замок, але безуспішно. Наприкінці року становище захисників замку стало критичним: закінчилися запаси, допомога не прийшла. Упевнившись у неможливості подальшого опору, Ілона Зріні погодилася на переговори і 15 січня 1688 року підписала капітуляцію. Разом з дітьми княгиню вивезли до Відня і помістили в монастир урсулінок, а сина відправили в єзуїтський коледж у Чехії.

### Вигнання та смерть
У 1692 році Ілону Зріні обміняли на взятого в полон австрійського генерала Зігберта Гайстера, і вона виїхала до свого чоловіка Імре Текелі в Османську імперію. Подружжя мешкало в маєтку села Каратепе поряд з Ізмітом, навколо якого був квітучий сад. Там, у вигнанні, вона померла 18 лютого 1703 року, не доживши кілька місяців до початку визвольної війни Угорщини проти австрійців, яку очолив її син — князь Ференц ІІ Ракоці. 
Коли він повернувся до Мукачівського замку він був одягнений у чорний одяг, тобто носив траур по матері. Тому можна підозрювати, що між сім'єю велося листування. (зі слів екскурсовода Мукачівського замку)
Прах Ілони Зріні і Ференца ІІ Ракоці нині знаходиться в соборі Святої Єлизавети в Кошицях (Словаччина).

## Вшанування пам'яті
Одну з вулиць Мукачева названо іменем Ілони Зріні. У 2006 році на території замку Паланок відкрито бронзовий пам'ятник Ілоні Зріні.
Також є вулиця Ілони Зріні у Береговому, Чинадієвому, селах Гать, Дерцен.

## Галерея

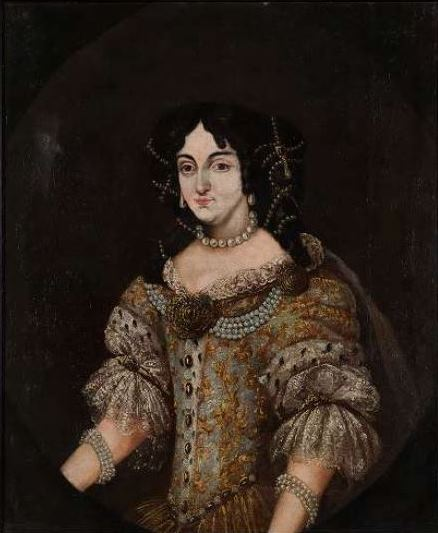
Портрет Ілони Зріні, XVII ст.
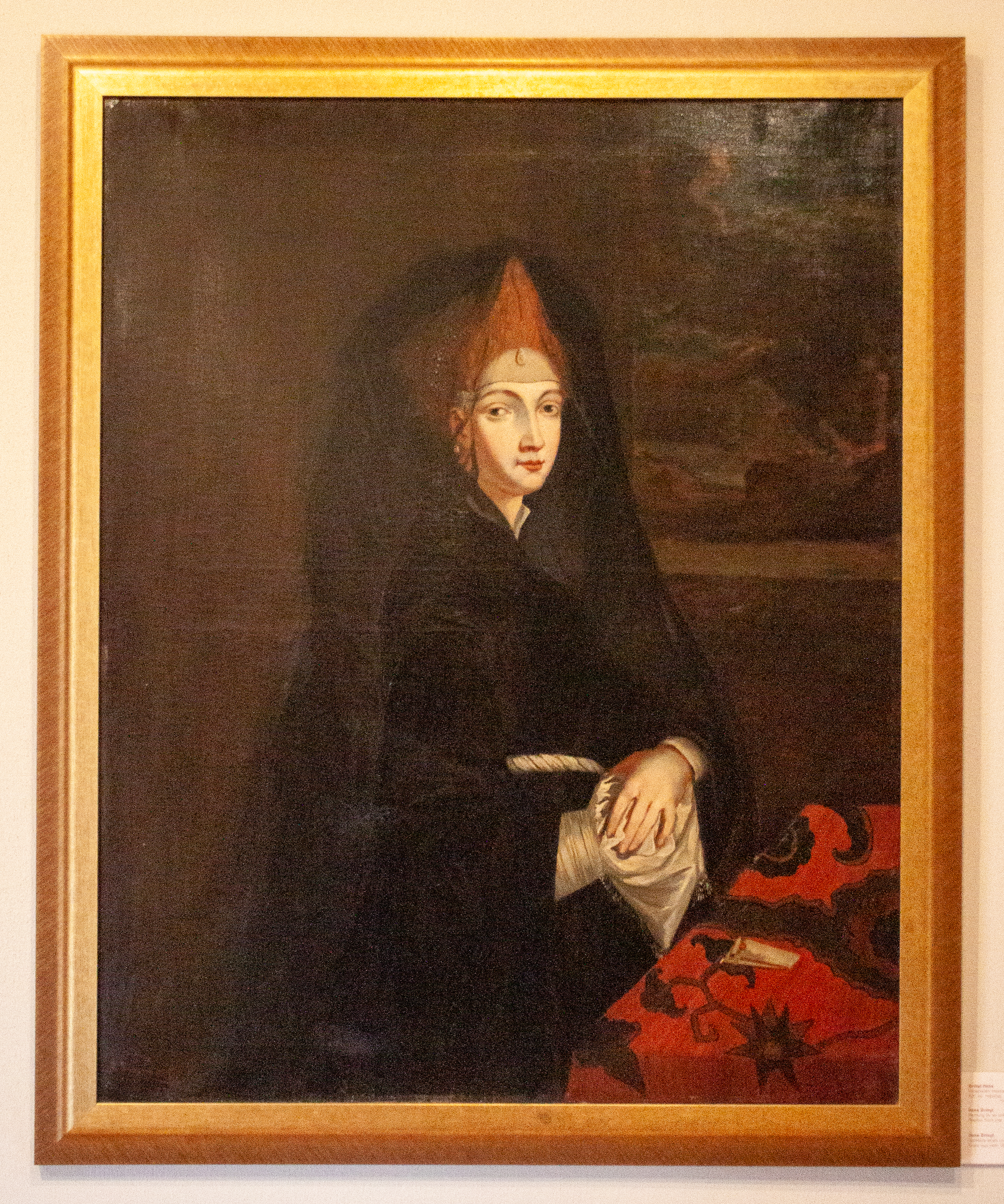
Портрет Ілони Зріні, XVII ст., копія (репліка) XIX ст.
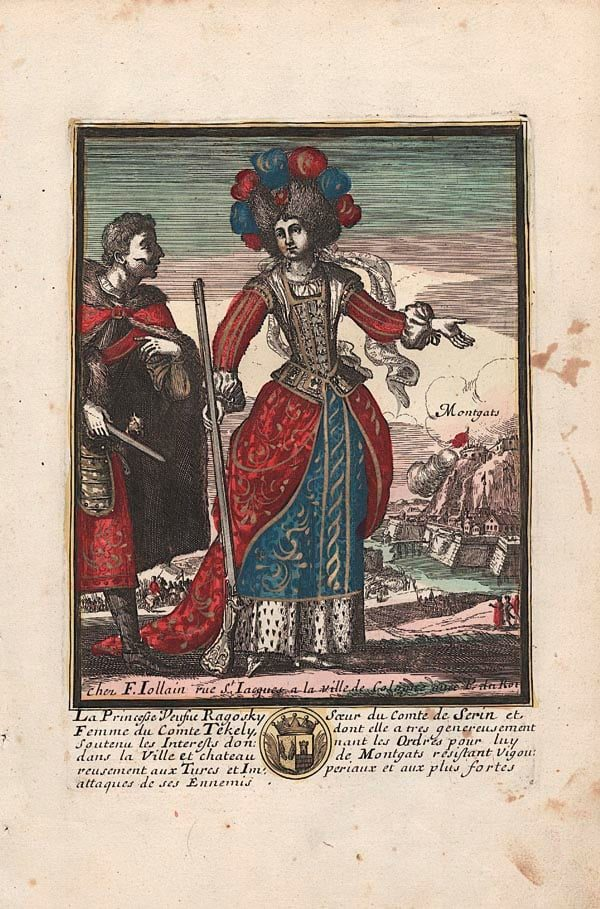
Ілона Зріні під час облоги Мукачівського замку, Франсуа Жолан, 1685 рік
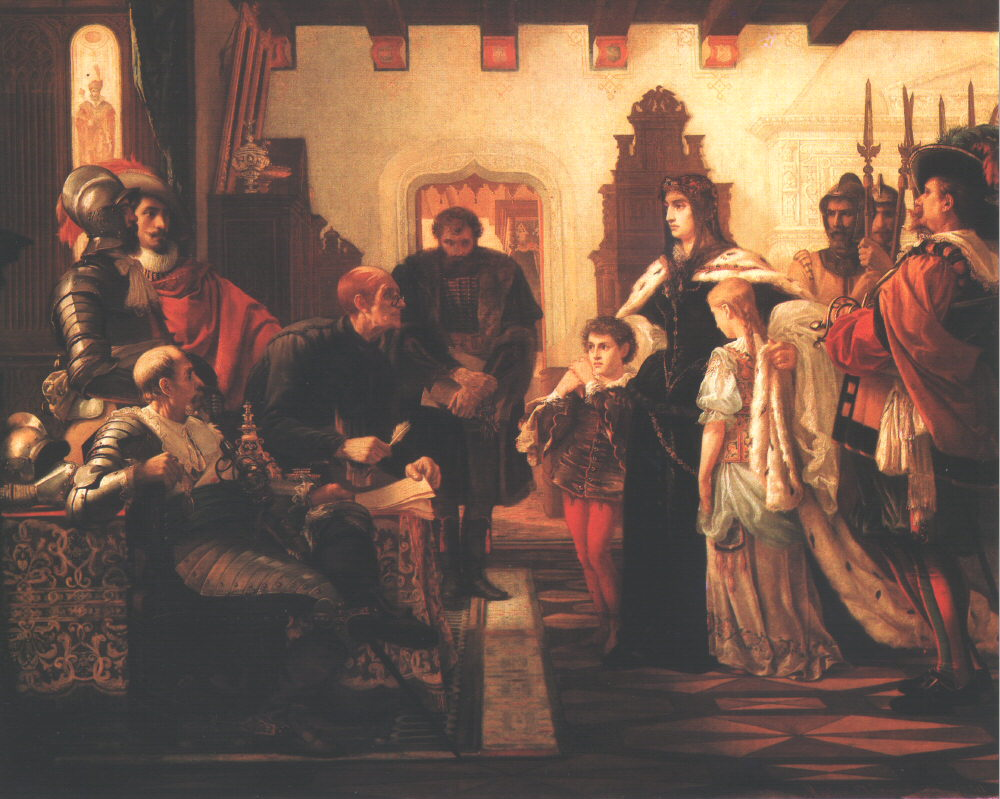
"Ілона Зріні з дітьми перед суддями" після капітуляції Мукачівського замку (Віктор Мадараш, 1859)
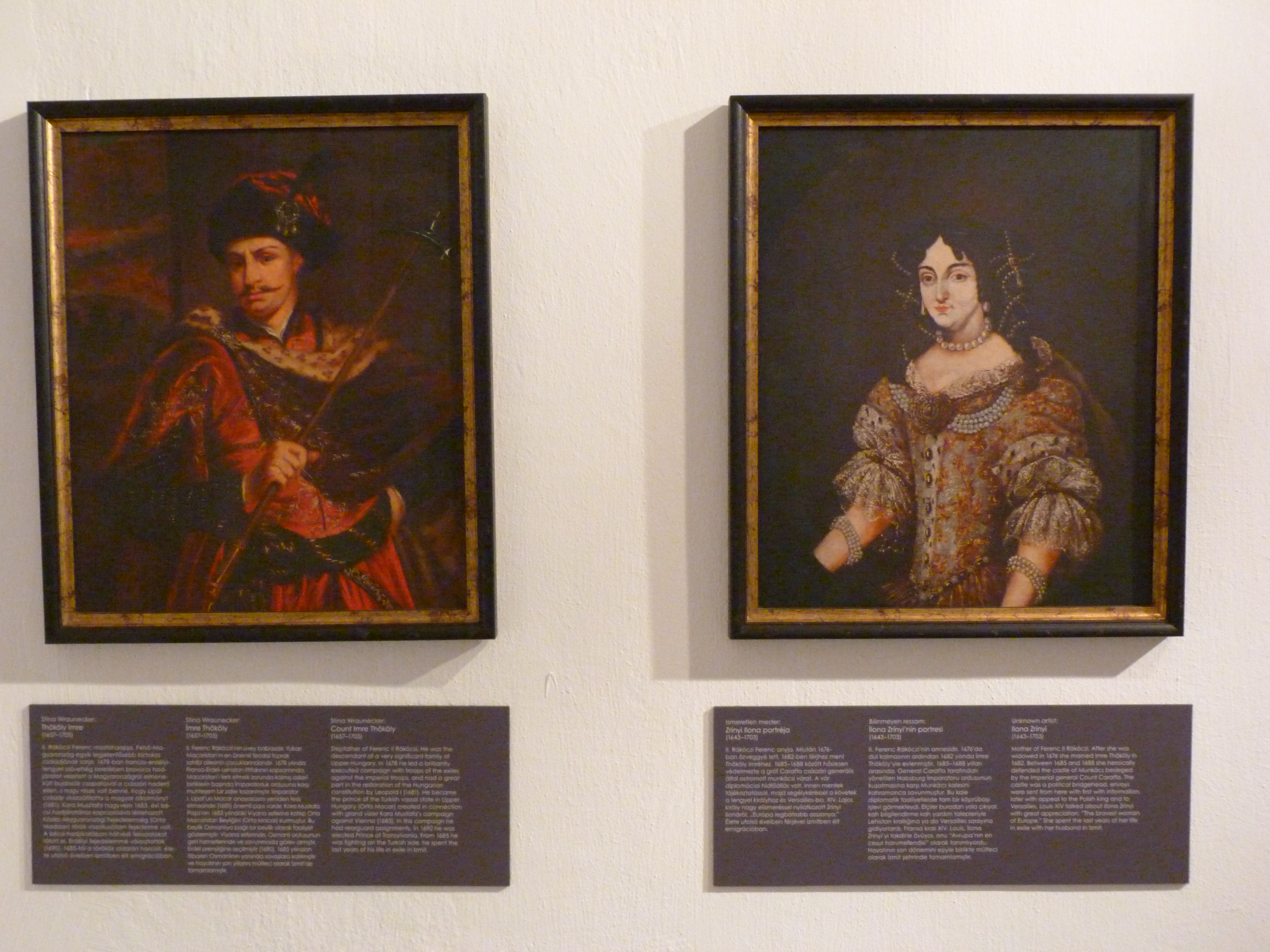
Портрети Ілони Зріні та Імре Текелі у Музеї Ракоці
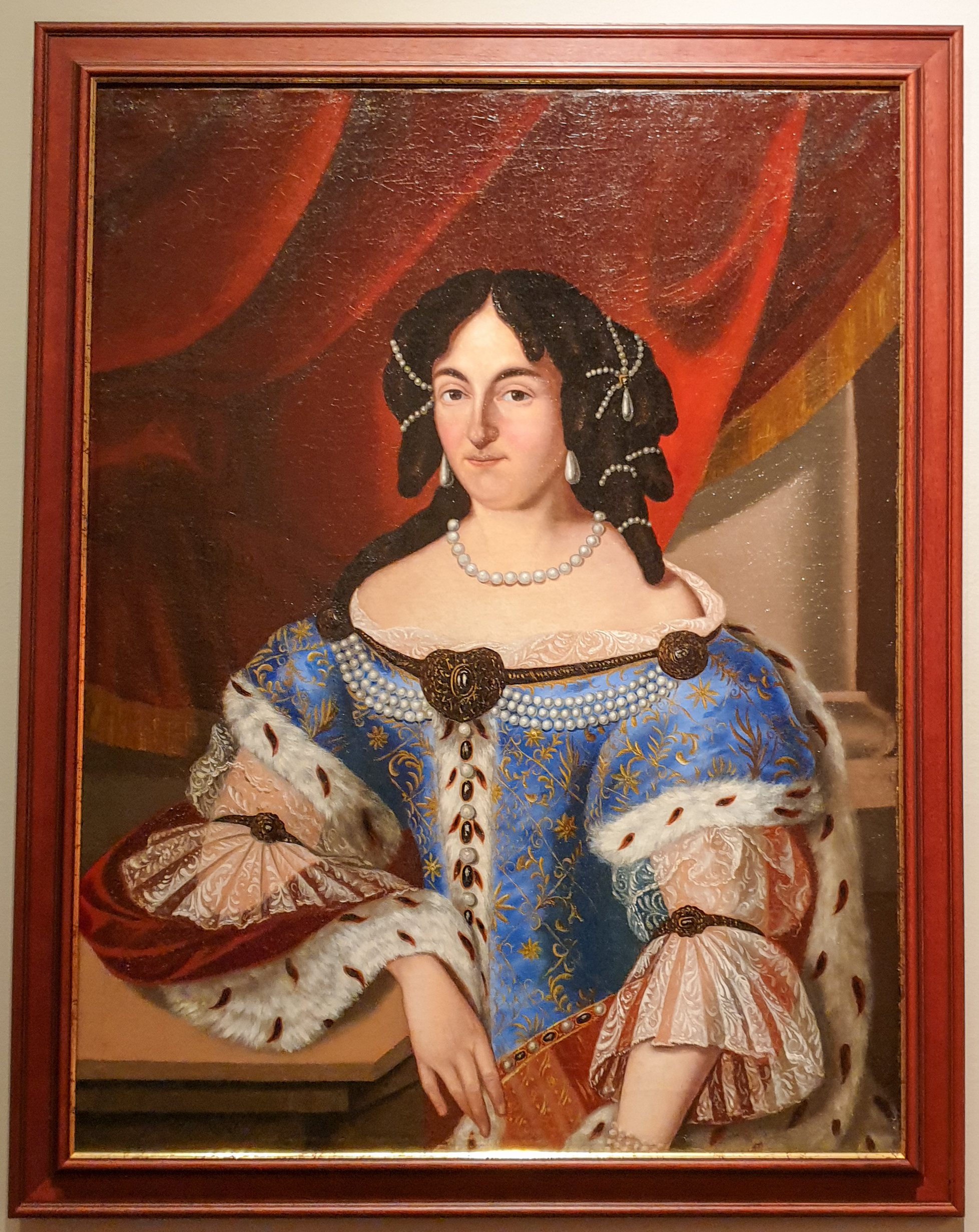
Ілона Зріні на картині ХІХ ст.